# Greenwich (Connecticut)
Greenwich (/ˈɡrɛnɪtʃ/ GREH-nitch) és una ciutat del sud-oest del comtat de Fairfield, a l'estat de Connecticut, Estats Units. Segons el cens del 2020, tenia una població de 63.518 habitants. És la ciutat més gran de la pròspera Costa d'Or de Connecticut. Greenwich acull moltes empreses de serveis financers a causa del seu entorn residencial i la proximitat a Manhattan.
Greenwich és una comunitat principal de l'àrea estadística metropolitana de Bridgeport-Stamford-Norwalk-Danbury, que comprèn tot el comtat de Fairfield i forma part tant de l'àrea metropolitana de Nova York com de la Regió de Planificació de Connecticut Occidental. La ciutat és el municipi més al sud-oest tant de l'estat de Connecticut com de la regió de sis estats de Nova Anglaterra. La ciutat rep el nom per Greenwich, un districte de Londres, al Regne Unit.